# جون ريتشارد ريد
جون ريتشارد ريد (3 يونيو 1928 - 14 أكتوبر 2020) (بالإنجليزية: John Richard Reid)‏ هو لاعب كريكت نيوزلندي. شارك مع منتخب نيوزيلندا الوطني للكريكت.

## وفاته
توفي في 14 أكتوبر 2020م، الموافق 27 صفر 1442هـ عن عمر 92 عامًا.

## وصلات خارجية
- جون ريتشارد ريد على موقع إي آس بي آن كريك إنفو (الإنجليزية)
- جون ريتشارد ريد على موقع قاعة نيوزيلندا للمشاهير الرياضية (الإنجليزية)